# Andrea Vitali
Pour les articles homonymes, voir Vitali.
Andrea Vitali, né à Bellano le 5 février 1956, est un écrivain italien. 

## Biographie
Fils d'Edwige et Antonio Vitali, tous deux fonctionnaires municipaux, Andrea Vitali est né et a grandi à Bellano, sur la rive orientale du lac de Côme. Il est le premier d'une fratrie de six. Sa mère meurt quand il a 17 ans. Il fait ses études secondaires au « sévère lycée Manzoni ». Sur les instances de son père, il renonce à son goût pour le journalisme et entre en faculté de médecine à l'université de Milan, où il obtient son diplôme en 1982. Avec son épouse Manuela, il a eu un fils, Dominique. Il a toujours vécu dans sa région natale. Après avoir été, durant vingt-cinq ans, médecin attitré de la commune de Bellano, il abandonne la profession médicale en 2014 pour se consacrer totalement à l'écriture.

## Activité littéraire

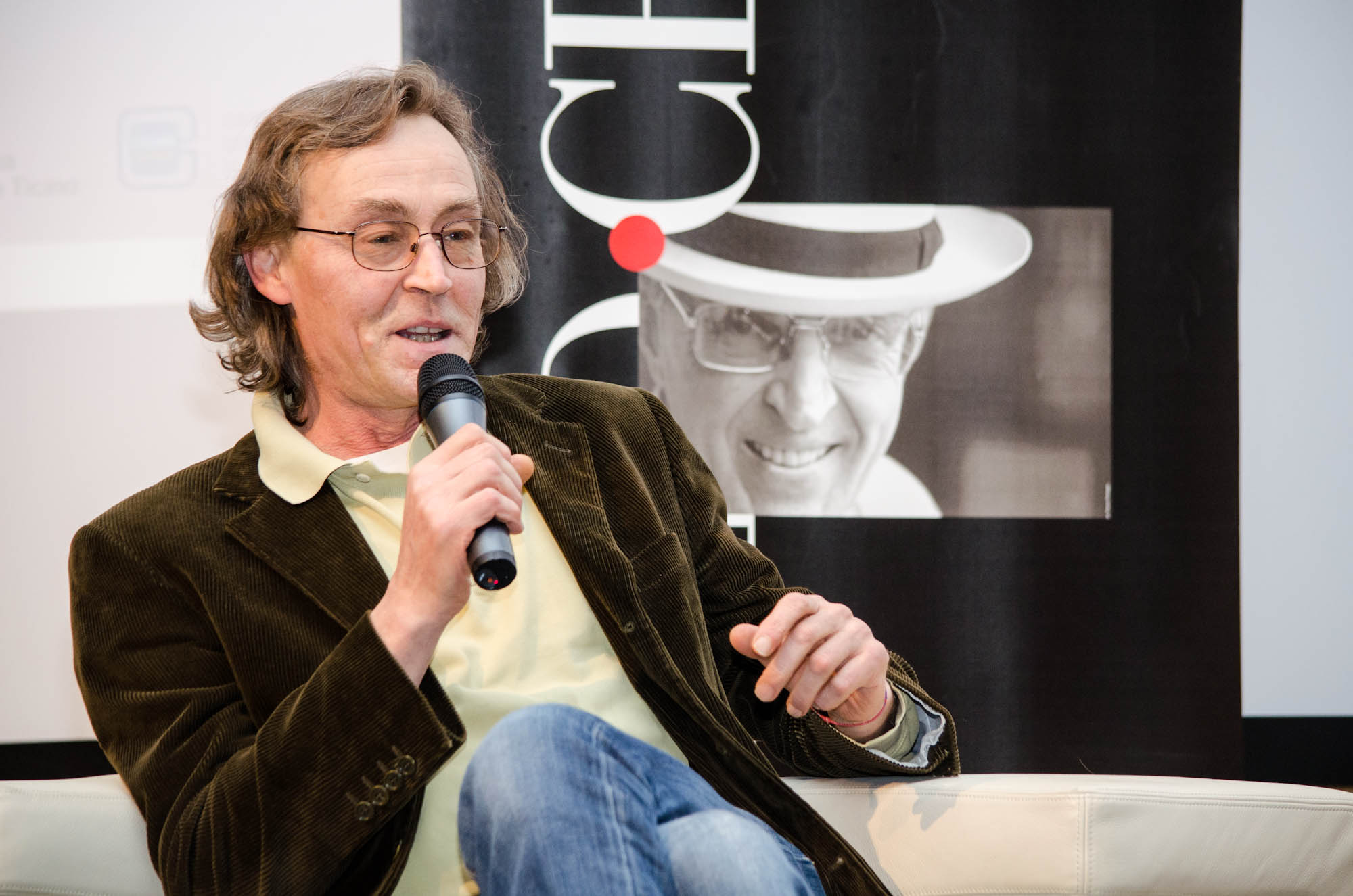
Andrea Vitali lors de la remise du prix Chiara, octobre 2013.

Andrea Vitali commence sa carrière littéraire en 1990 avec la nouvelle Il procuratore, centrée sur des événements que lui a racontés son père. Ce livre obtient le prix Montblanc.
Le succès lui vient véritablement en 2003 avec Una finestra vistalago, qui obtient deux prix. En 2006, il obtient le prix Bancarella pour La figlia del Podestà (La folie du lac 2008). En 2008, il gagne le prix Boccace pour l'ensemble de sa production narrative et en particulier La modista (La modiste, 2011).
Sa nouvelle Pianoforte vendesi (Piano à vendre) a été adaptée au théâtre.
Son imaginaire se déploie dans les lieux et paysages de sa région natale, sur les bords du lac de Côme, où il met en scène des personnages communs et en même temps exemplaires, dans un style riche en traits du langage parlé.
La liste de ses publications comptait, en octobre 2018, une soixantaine de titres dans la Wikipedia italienne. Ses livres ont été traduits en français, allemand, serbe, grec, roumain, portugais, néerlandais, espagnol, hongrois, japonais et turc.

## Œuvre
- Avec les olives! [« Olive comprese! »] (trad. Anaïs Bokobza), Paris, Buchet-Chastel, 2009, p. 490
- La folie du lac [« La figlia del Podestà »] (trad. Françoise Brun), Paris, Buchet-Chastel, 2008, p. 402
- La modiste [« La modista »] (trad. Anaïs Bokobza), Paris, Buchet-Chastel, 2011, p. 419